# Ганс Йонатан

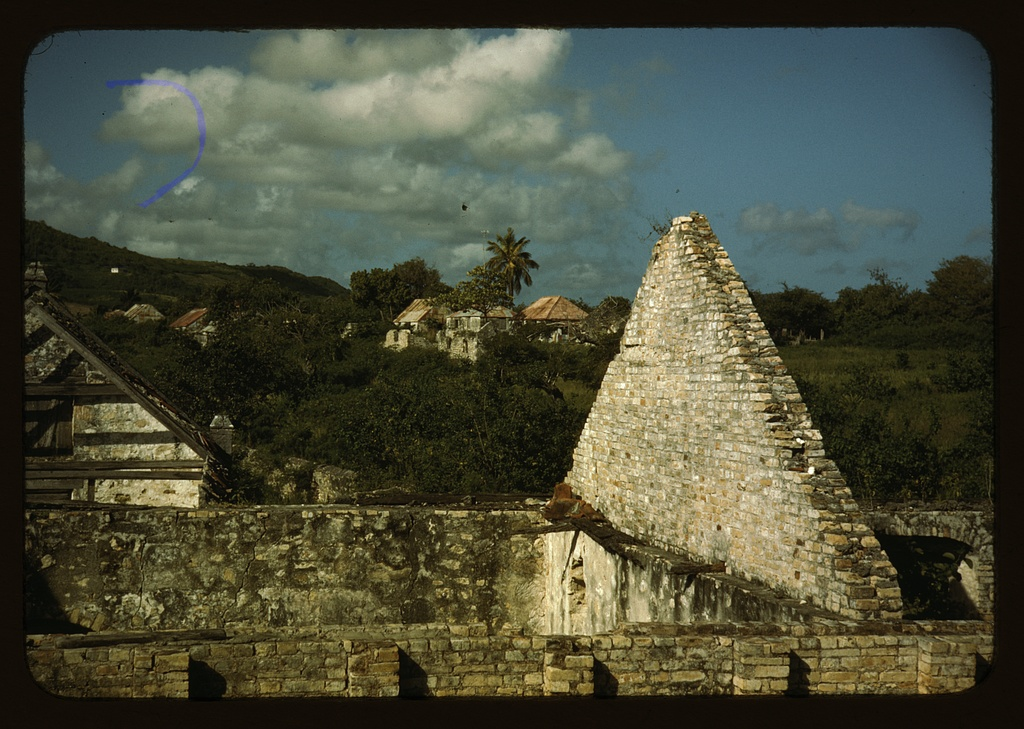
Руїни старого цукрового заводу на тлі плантації, Фредерікстед, Американські Віргінські острови (колишня Данська Вест-Індія), 1941 р.

Ганс Йонатан (сучасна ісландська вимова: Ганс Йоунатан, 1784, Санта-Крус, Данська Вест-Індія — 1827, Дьюпівогюр, Мулатинг, Аустурланд, Ісландія) — колишній темношкірий раб (мулат) з данських колоній на Карибах. Втікши з Данії, де він провів молодість, в Ісландію, він став одним з перших людей африканського походження, які оселилися в Ісландії. Оскільки в країні до цього часу проживають його численні нащадки, його випадок став предметом революційного за методологією дослідження ДНК.

## Батьки
Ганс Йонатан народився рабом на плантації на пагорбі Конституції на острові Санта-Крус в Карибському морі, який став данською колонією в 1733 році, коли його придбала Данська Вест-Індійська компанія у Франції. Його батько невідомий; ісландський історик Гіслі Паулссон стверджує в біографічній книзі, що його батьком був білий данець Ганс Ґрам, який був секретарем у власників протягом трьох років; його матір'ю була Емілія Регіна, чорна «домашня рабиня», яка вперше згадується в 1773 році на плантації Санта-Крус в Ла-Рейні, де вона імовірно народилася. У 1788 році у Емілії народилася дочка Анна Марія, на цей раз від чорношкірого Андреаса, який в той час теж був домашнім рабом, але їхні долі з письмових джерел не відомі. Західноафриканське походження матері вдалося з'ясувати тільки завдяки генетичному дослідженню.
Ганс Йонатан належав Генріху Людвігу Ернсту фон Шіммельманну (генерал-губернатору Данської Вест-Індії з дуже знатного данського роду) і його дружині Генрієтті Катарині.

## Життя в Данії
У 1789 році сім'я Шіммельманнів переїхала у Копенгаген, коли плантаційний бізнес прийшов у занепад. Разом з ними приїхали Емілія Регіна, а пізніше і Ганс Йонатан. Незабаром після цього Генріх помер, заповівши Ганса своїй вдові Генрієтті Катарині. У 1801 році, у віці сімнадцяти років, Ганс Йонатан втік і вступив в данський флот. Він брав участь в битві при Копенгагені, за що був відзначений. Данський наслідний принц Фредерік в нагороду подарував йому свободу.
Згодом Генрієтта домоглася арешту Ганса Йонатана на тій підставі, що він був її власністю і що вона мала намір продати його у Вест-Індії. Йонатан і його адвокат опротестували її дії в суді Копенгагена під головуванням судді Андерса Сандьое Ерстеда (який пізніше став прем'єр-міністром Данії) на тій підставі, що, хоча рабство все ще було законним в Данській Вест-Індії, воно було скасованим в Данії, і Ганса Йонатана не можна було утримувати як раба. Однак суддя Ерстед у справі Generalmajorinde Henriette de Schimmelmann contra mulatten Hans Jonathan засудив його 31 березня 1802 р до повернення в Вест-Індію.

## Життя в Ісландії

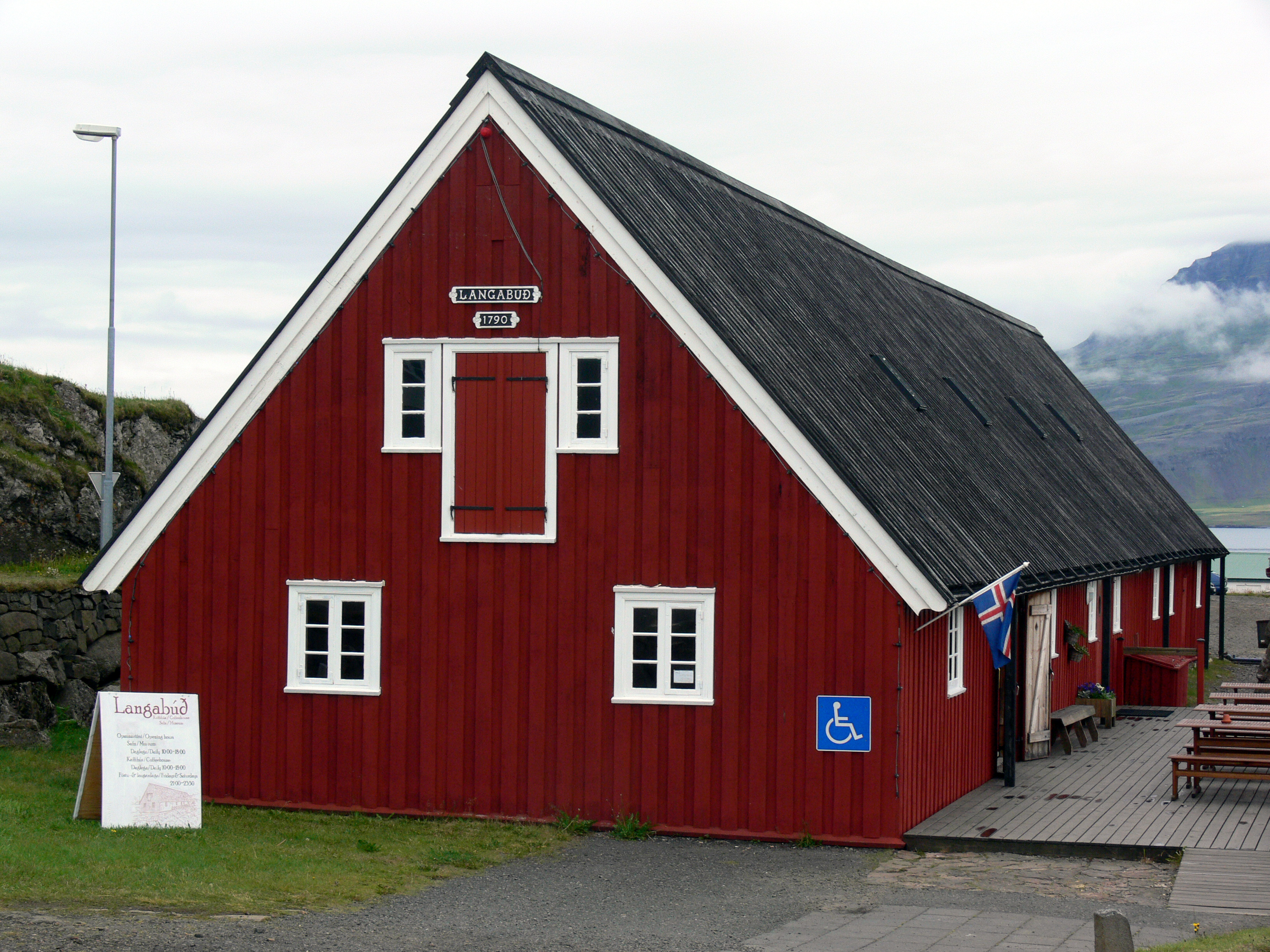
Торгова станція у м. Дьюпівогюр, на якій працював Ганс Йонатан.

Ганс Йонатан знову втік, і його доля залишилася невідомою для влади Данії. Лише приблизно в 1990-х роках подробиці його життя були відновлені по окремих деталях. У 1802 році він прибув у селище (зараз невелике місто) Дьюпівогюр в Ісландії. Одну з перших згадок про Ганса Йонатана після 1802 року можна знайти у щоденнику норвезького картографа Ганса Фрісака за 4 серпня 1812 року:
«Агент місцевої торговельної факторії — родом із Вест-Індії, у нього немає прізвища … але він називає себе Гансом Йонатаном. Він дуже темношкірий і у нього вугільно-чорне кучеряве волосся. Його батько європеєць, а мати негритянка».
Фрісак найняв Ганса Йонатана як провідника. Ганс жив як селянин в Боргаргардюрі, працюючи на данській торговельній факторії у Дьюпівогюрі. У 1819 році він став керівником факторії. У лютому 1820 року Ганс одружився з Катрін Антоніусдоуттір з Гальса. У них було троє дітей; двоє пережили дитинство, а у XXI столітті нащадки налічують близько 900 осіб. Ганс Йонатан помер в 1827 році.

## Генетичне дослідження
У 2018 році вчені зробили генетичний прорив, реконструювавши частину його геному, використовуючи тільки зразки нащадків, а не його власні останки. Це був перший випадок, коли геном людини був реконструйований без використання фізичних останків. Для дослідження були ідентифіковані 788 його нащадків і відібрані зразки ДНК 182 членів сім'ї. Дослідженню сприяли виняткова рідкість африканської спадщини в Ісландії, однорідність населення країни і велика генеалогічна база даних. Зразки були проаналізовані за відомими ознаками африканської ДНК, що дозволило відтворити близько 38 % профілю ДНК його матері і, таким чином, 19 % його власного. Було встановлено, що предки його матері походили з регіону, який нині включає Нігерію, Бенін і Камерун.
Незважаючи на популярну думку про те, ніби колишній прем'єр-міністр Давид Оддссон був нащадком Йонатана, жодні джерела не підтверджують це твердження.

## Біографії
Біографія Йонатана авторства Гіслі Паулссона була опублікована ісландською мовою в 2014 році. У 2016 році було опубліковано англійське видання під назвою «Людина, яка вкрала себе: рабська одіссея Ганса Йонатана».